# Courtney Mathewson
Courtney Lynn Kaiulani Mathewson, född 14 september 1986 i Orange, Kalifornien, är en amerikansk vattenpolospelare.
Mathewson ingick i USA:s damlandslag i vattenpolo i den olympiska vattenpoloturneringen i London som USA vann. Hon gjorde fyra mål i turneringen. I vattenpoloturneringen vid Panamerikanska spelen 2011 gjorde hon fjorton mål.
Vid den olympiska vattenpoloturneringen 2016 i Rio de Janeiro spelade Mathewson i samtliga matcher och gjorde sex mål, varav ett i finalen som USA vann.